# Luzern-Land
Wahlkreis Luzern-Land är en av de sex valkretsarna i kantonen Luzern i Schweiz. Valkretsarna i Luzern har ingen administrativ funktion, men används för statistiska ändamål. De kan jämföras med distrikten i andra schweiziska kantoner.

## Indelning
Valkretsen består av 17 kommuner:

- Adligenswil
- Buchrain
- Dierikon
- Ebikon
- Gisikon
- Greppen
- Honau
- Horw
- Kriens
- Malters
- Meggen
- Meierskappel
- Root
- Schwarzenberg
- Udligenswil
- Vitznau
- Weggis

Samtliga kommuner i valkretsen är tyskspråkiga.